# Skyler Samuels
Skyler Rose Samuels (* 14. dubna 1994, Los Angeles, Kalifornie, Spojené státy americké) je americká herečka. Nejvíce se proslavila rolí v seriálů Nine Lives of Chloe King, American Horror Story, Za branou, Scream Queens a X-Men: Nová generace.

## Životopis
Narodila se v Los Angeles v Kalifornii. Je dcerou Kathy, producentky a Scotta, amerického maršála. Má tři bratry Codyho, Harrisona a Jacka a jednu sestru Heather.
Studovala marketing na Stanfordově univerzitě. Kvůli natáčení Scream Queens si dala pauzu a ke škole se vrátila v lednu 2016 a v červnu 2016 školu úspěšně dokončila. Byla členkou dívčího spolku Kappa Alpha Theta.

## Kariéra
První role přišla se seriálem stanice Disney Channel Drake & Josh v roce 2004. Dále se objevila v dalších seriálech společnosti Disney jako Sladký život Zacka a Codyho, That's So Raven a Kouzelníci z Waverly. V roce 2010 získala roli v seriálu Za branou. Seriál byl zrušen po první sérii. O rok později získala hlavní roli v seriálu The Nine Lives of Chloe King. Seriál byl zrušen po první sérii.
V roce 2014 si zahrála ve filmu The Duff po boku Belly Thorne a Robbieho Amella. Objevila se ve čtyřech epizodách seriálu American Horror Story. V roce 2015 byla obsazena do role Stacy Bugless v seriálu stanice FOX Scream Queens. Od roku 2017 hraje v seriálu X-Men: Nová generace.

## Filmografie

### Film
| Rok  | Název                                                    | Role                   | Poznámky            |
| ---- | -------------------------------------------------------- | ---------------------- | ------------------- |
| 2005 | Final Approach                                           | Mary Jo                | video               |
| 2005 | A Host of Trouble                                        | Maureen                | krátkometrážní film |
| 2005 | The Adventures of Big Handsome Guy and His Little Friend | Mladá super-sexy holka | krátkometrážní film |
| 2009 | Otčím                                                    | Beth Harding           |                     |
| 2010 | Chlupatá oddplata                                        | Amber                  |                     |
| 2014 | Matka ochranářka                                         | Carrie                 |                     |
| 2015 | The Duff                                                 | Jessica "Jess" Harris  |                     |
| 2017 | Public Disturbance                                       | Kasey                  |                     |
| 2017 | The Last Virgin in LA                                    | Courtney               | krátkometrážní film |
| 2018 | Sharon 1.2.3.                                            | Sharon #3              |                     |
| 2018 | Spare Room                                               | Lillian                |                     |

### Televize
| Rok       | Název                        | Role                                  | Poznámky                                                                   |
| --------- | ---------------------------- | ------------------------------------- | -------------------------------------------------------------------------- |
| 2004      | Drake a Josh                 | Ashley Blake                          | díl: „Little Diva“                                                         |
| 2005      | Sladký život Zacka a Codyho  | Brianna                               | díl: „The Fairest of Them All“                                             |
| 2005      | That's So Raven              | Chrissy Collins                       | díl: „Goin' Hollywood“                                                     |
| 2006      | Láska, s.r.o.                | Maureen                               | díl: „Arrested Development“                                                |
| 2007–2008 | Kouzelníci z Waverly         | Gigi                                  | 3 díly                                                                     |
| 2009      | Bless This Mess              | Libby                                 | TV film                                                                    |
| 2010      | Za branou                    | Andie Bates                           | 13 dílů                                                                    |
| 2011      | The Nine Lives of Chloe King | Chloe King                            | hlavní role (1. řada) Nominace - Teen Choice Awards v kategorii Objev roku |
| 2013      | Bloodline                    | Bird Benson                           | TV film                                                                    |
| 2014      | American Horror Story        | Bonnie Lipton                         | 4 díly                                                                     |
| 2015      | Scream Queens                | Stacy Bugless                         | hlavní role (1. řada), 13 dílů                                             |
| 2017–2019 | X-Men: Nová generace         | Sestry Frostovy (Esme,Sophi a Phoebe) | vedlejší role (1. řada), hlavní role (2. řada), 22 dílů                    |